# Orchestral Manoeuvres in the Dark (àlbum)
Orchestral Manoeuvres in the Dark és el primer disc publicat pel grup del mateix nom. Va aparèixer al mes de febrer del 1980, al segell DinDisc, integrat al si de Virgin Records.
Per a aquest àlbum, Humphreys i McCluskey van utilitzar material que havien compost durant la seva etapa com a membres del grup The Id. Juntament amb sintetitzadors, orgues i caixes de ritmes, van utilitzar d'altres instruments com el baix i diferents tipus de percussió. Els temes mostren la influència de Kraftwerk, especialment "Electricity", el primer senzill.
Després de l'edició del senzill "Red Frame/White Light", OMD i Mike Howlett van crear una nova versió del tema "Messages", amb una estructura i un so radicalment diferents de la que apareix a l'àlbum. Aquesta nova versió arribà al número 13 de les llistes britàniques i constitueix el seu primer gran èxit.
L'any 2003, Virgin Records va reeditar el disc, amb temes extra i un nou disseny de portada.

## Temes

### DIDCD 2
1. Bunker soldiers - 2:55
2. Almost - 3:45
3. Mystereality - 2:46
4. Electricity - 3:39
5. The Messerschmitt twins - 5:42
6. Messages - 4:13
7. Julia's song - 4:41
8. Red frame/White light - 3:13
9. Dancing - 3:00
10. Pretending to see the future - 3:46

### Reedició de l'any 2003: Llista
1. Bunker Soldiers - 2:53
2. Almost - 3:44
3. Mystereality - 2:45
4. Electricity - 3:39
5. The Messerschmitt Twins - 5:41
6. Messages - 4:12
7. Julia's Song - 4:41
8. Red Frame/White Light - 3:11
9. Dancing - 2:58
10. Pretending To See The Future - 3:47
11. Messages (10" Single Version) - 4:46
12. I Betray My Friends - 3:52
13. Taking Sides Again - 4:22
14. Waiting for the Man - 3:00
15. Electricity (Hannett/Cargo Studios Version) - 3:36
16. Almost (Hannett/Cargo Studios Version) - 3:50

## Senzills
1. Electricity // Almost
2. Red Frame / White Light // I betray my friends
3. Messages // Taking sides again

## Dades
- Orchestral Manoeuvres in the Dark:

Paul Humphreys: veu, teclats, percussió acústica i electrònica, programació de ritmes.
Andy McCluskey: veu, baix, teclats, percussió electrònica, caixa de ritmes.
- Produït per Orchestral Manoeuvres in the Dark i Chester Valentino.
- Temes compostos per Humphreys/McCluskey excepte "Julia's song" (Humphreys/McCluskey/Kneale).
- Arranjat i interpretat per Humphreys i McCluskey, excepte:

Dave Fairbairn: guitarra a "Messages" i "Julia's song".
Malcolm Holmes: Percussió a "Julia's song".
Martin Cooper: Saxòfon a "Mystereality".
- Enregistrat i mesclat a The Gramophone Suite (Liverpool).
- Enginyer de so: Paul Collister.

## Informacions addicionals
- Julia Kneale va escriure la lletra del tema "Julia's song".
- Kneale (com també Cooper i Holmes) era membre de The Id.
- "Chester Valentino" és un pseudònim de Paul Collister (en honor d'un club anomenat "Valentino's" a la ciutat de Chester).